# Chiesa di San Sebastiano in Vallepiatta
La chiesa di San Sebastiano in Vallepiatta si trova a Siena nella piazzetta della Selva ed è oggi di proprietà della Contrada della Selva.

## Storia e descrizione

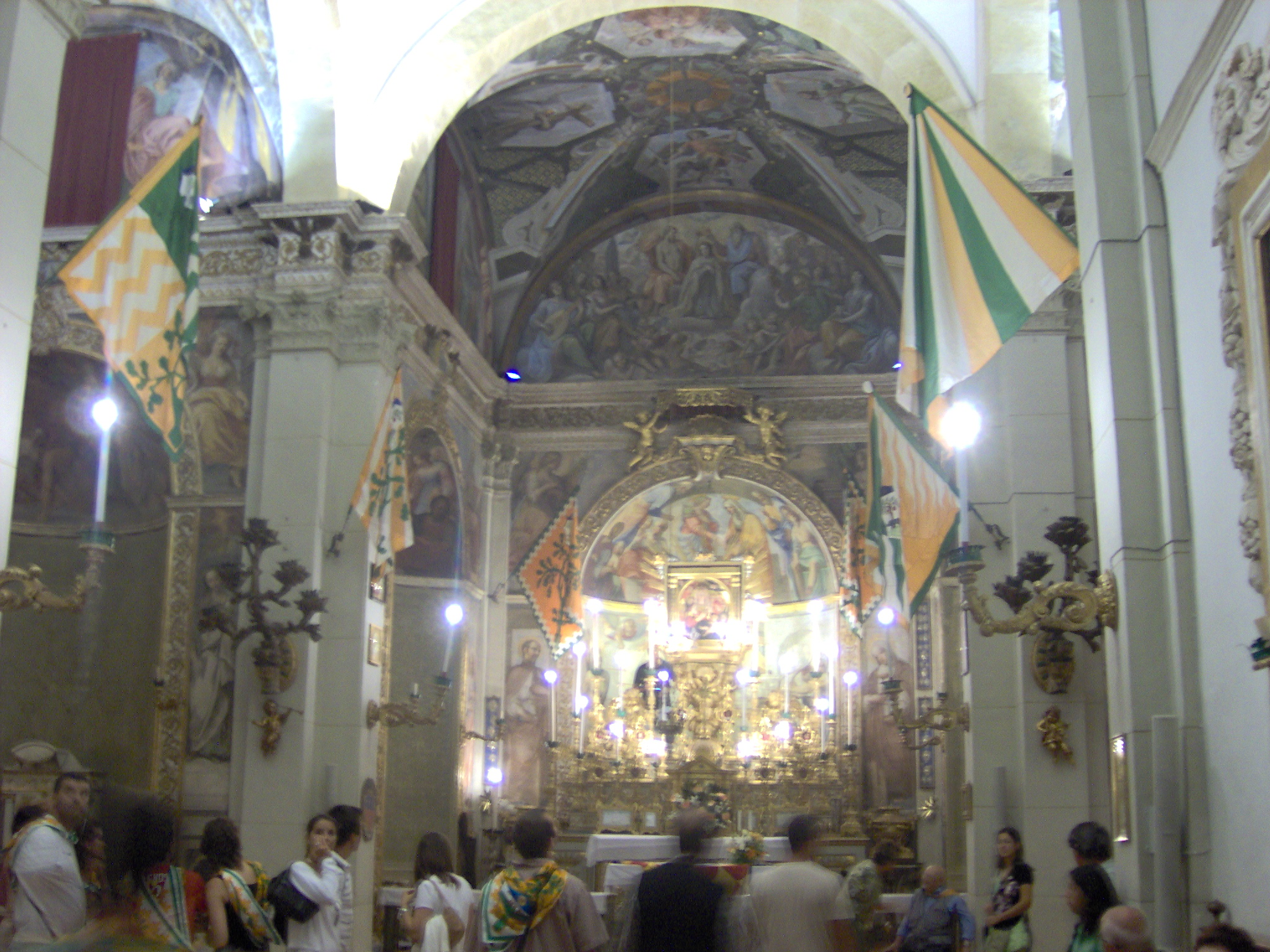
Interno

Nel 1492 i componenti dell'Arte dei Tessitori, che abitavano in Vallepiatta, chiesero ed ottennero dal Comune l'autorizzazione per erigere una chiesa dedicata al loro patrono San Sebastiano. La costruzione prese avvio nel 1493, sotto la direzione di Girolamo Ponsi, probabilmente su progetto di Francesco di Giorgio Martini. Se nel marzo 1514 la chiesa venne descritta come funzionante, verso la metà del Cinquecento si deliberarono ancora spese per il suo completamento, a testimonianza di un lungo lavoro di finitura nonostante il quale la facciata, escluso il portale cinquecentesco, rimase incompiuta. La Chiesa rimase di proprietà dell'Arte dei Tessitori fino alle soppressioni leopoldine di fine XVIII secolo. Dal 1786 al 1810 fu concessa in uso alla contrada della Pantera e nel 1818, con atto del governo francese, fu concessa in uso alla contrada della Selva, che la detiene ancora oggi.
L'impianto è a croce greca, sormontato da una cupola a tamburo cilindrico. La facciata a capanna, rimasta incompiuta, è edificata in mattoni ad eccezione del portale costituito da una cornice architravata in travertino, la cui esecuzione risale al 1545-1550, quando fu aggiunto il braccio anteriore.
Intorno al 1474 è datata la venerata Madonna della Selva collocata sull'altare maggiore, bassorilievo in stucco e terracotta policromati attribuito a Francesco di Giorgio Martini. Tra le pitture inoltre l'Adorazione dei Magi di Astolfo Petrazzi e la Crocifissione di Rutilio Manetti, dipinta attorno a un crocifisso ligneo policromo del Seicento. Le pareti della chiesa sono in larga parte affrescate, ad opera di Raffaello Vanni (XVII secolo)